# Pillsburiaster geographicus
Pillsburiaster geographicus is een zeester uit de familie Goniasteridae.
De wetenschappelijke naam van de soort werd in 1970 gepubliceerd door Halpern.